# Luísa Schmidt
Luísa Schmidt (Lisboa, 1957) es una socióloga, periodista, profesora e investigadora portuguesa, especializada en las áreas de comunicación y medio ambiente, y miembro del Instituto de Ciencias Sociales de la Universidad de Lisboa. Además, formó parte del equipo que introdujo el concepto de sociología ambiental en Portugal, tanto desde la perspectiva de la investigación como de la enseñanza, así como en su relación entre academia y sociedad.

## Trayectoria
Schmidt nació en Lisboa en 1957. Se licenció en Sociología en 1979 en la Facultad de Ciencias Sociales y Humanas de la Universidad Nueva de Lisboa, y defendió su tesis doctoral en sociología de la comunicación y el medio ambiente en 1999 en el ISCTE - Instituto Universitario de Lisboa.
Ha trabajado en temas relacionados con el medio ambiente y la educación. Combina, desde temprana edad, la investigación con la promoción de la cultura científica y para concienciar a la población en cuestiones de política ambiental. En 1990, Schmidt comenzó a escribir la columna Qualidade Devida en el semanario portugués Expresso, que versaba sobre temas ambientales y de ciudadanía. Ese mismo año se incorporó como colaboradora del programa radiofónico Um Certain Look en Antena 2. Entre 2004 y 2012, coordinó la investigación Sostenibilidad, Medio Ambiente, Riesgo y Espacio en el Instituto de Ciencias Sociales de la Universidad de Lisboa.
Es parte del proyecto OBSERVA - Observatório de Ambiente e Sociedade de la Universidad de Lisboa desarrollando varios proyectos de investigación en torno a las ciencias sociales y el medio ambiente. También participó en el Consejo Asesor de la Asociación Portuguesa de Energías Renovables y coordinó el grupo de trabajo dentro del alcance de la Comisión Nacional de la Unesco para el Decenio de la Educación para el desarrollo sostenible (2005-2014). También es miembro del Conselho Nacional do Ambiente e do Desenvolvimento Sustentável (CNADS) de Portugal, del Grupo de Trabajo EEAC -  European Environment and Sustainable Development Advisory Councils y del Research Network for Environment and Society (RN12) y de la European Sociological Association (ESA).
En 2017 se convirtió en Embajadora de los Objetivos de Desarrollo Sostenible de la Alianza de Portugal - ODS 14 Climate Action y en miembro del Grupo de Expertos de la Fundación para la Ciencia y la Tecnología en la Agenda Estratégica para la Investigación e Innovación Agroalimentaria, Bosques y Biodiversidad, entre otros cargos. Además, un año después pasó a ser miembro del Comité de Monitoreo de la Estructura de la Misión para la Instalación del Sistema Integrado de Gestión de Incendios Rurales en Portugal y del Comité Honorario del Plan Nacional de Lectura 2017-2027. Schimdt también colaboró con el Movimiento Futuro Limpio, que promueve alternativas a los hidrocarburos, para un desarrollo menos contaminante.
En 2019 se convirtió en Vicepresidenta de la Oficina del Consejo Científico Internacional del Instituto de Estudios Avanzados en Catolicismo y Globalización, en Portugal.

## Reconocimientos y premios
Schmidt ha recibido desde 1992 numerosos reconocimientos y premios, como el Premio Nacional de Jornalismo Ambiental do Observatório do Ambiente, Portugal, o la Comenda da Ordem do Infante da Presidência da República - Grão-Mestre das Ordens Honoríficas Portuguesas. En 2002, el secretario general de las Naciones Unidas, Kofi Annan le entregó el Premio Internacional de Comunicación Ambiental.
En 2006, Televisión Española le otorgó el primer premio del IV Festival Internacional de Televisión de Vida Urbana y Ecología por el episodio número 4, Paisagem e Desordenamento, de la serie documental Portugal – Um Retrato Ambiental, por el que recibió una mención honorífica en el Green Project Awards de 2008.
En 2016, recibió el Premio Ciencia Viva Media de la Agencia Nacional para la Cultura Científica y Tecnológica otorgado por el Ministerio de Ciencia portugués. Tres años más tarde, fue nombrada Exceptional Women - Leaders of Excellence – Designing a Sustainable World Together por el Women Economic Forum.

## Publicaciones
Schmidt ha publicado diversos textos de divulgación científica y libros, además de artículos en revistas nacionales e internacionales.
- 1993 - O Verde Preto no Branco. Lisboa: Gradiva. [ISBN 9726623367]
- 1994 - Consumo Bem Espremido. Lisboa: Gradiva. [ISBN 9789726623489]
- 1997 - Guia de Direitos do Cidadão. Lisboa: Círculo de Leitores. [ISBN 9724214818]
- 1999 - Portugal Ambiental. Casos & Causas. Oeiras: Celta. [ISBN 9727740189]
- 2004 - Ambiente no Ecrã. Emissões e Demissões no Serviço Público Televisivo. Lisboa: Imprensa de Ciências Sociais
- 2005 - Autarquias e Desenvolvimento Sustentável. Lisboa: Fronteira do Caos. [ISBN 9789729975707]
- 2007 - País (in)Sustentável. Ambiente e Qualidade de Vida em Portugal. Lisboa: Editora Esfera do Caos.
- 2008 - Ciência e cidadania. Homenagem a Bento de Jesus Caraça, com João de Pina Cabral. Lisboa: Imprensa de Ciências Sociais. [ISBN 9789726712183]
- 2010 - Educação Ambiental. Balanço e Perspectivas para uma Agenda Mais Sustentável, com João Guerra e Joaquim Nave. Lisboa: Imprensa de Ciências Sociais. [ISBN 9789726712657]
- 2013 - Bem Comum: Público e/ou Privado,  com J. Pato e M.E. Gonçalves (eds.). Lisboa: Imprensa de Ciências Sociais.
- 2014 - Ambiente, Alterações Climáticas, Alimentação e Energia: a Opinião dos Portugueses, com Ana Delicado (Eds.). Lisboa: Imprensa de Ciências Sociais. [ISBN 9789726713357]
- 2014 - Governação de Proximidade. As Juntas de Freguesia de Lisboa, com João Seixas e Anabela Baixinho, Lisboa: Imprensa Nacional Casa da Moeda. [ISBN 9789722722230]
- 2016 - Portugal. Ambientes de Mudança. Erros, Mentiras e Conquistas. Lisboa: Temas e Debates e Círculo de Leitores. [ISBN 9789896444181]
- 2017 - Clima de Tensão: Acção Humana, Biodiversidade e Mudanças Climáticas, com L. C. Ferreira, M. P. Buendía, J. Calvimontes e J. E. Viglio (Org.). Campinas: Editora da Unicamp.
- 2018 - Sustentabilidade. Primeiro Grande Inquérito em Portugal, com Mónica Truninger, João Guerra e P. Prista. Lisboa: Imprensa de Ciências Sociais. [ISBN 9789726714910]